# Jean-Philippe Grand
Jean-Philippe Grand (ur. 25 września 1953 w Chinon) – francuski kierowca wyścigowy.

## Kariera
Grand rozpoczął karierę w międzynarodowych wyścigach samochodowych w 1981 roku od startów w World Championship for Drivers and Makes. Z dorobkiem pięciu punktów uplasował się na 330 pozycji w klasyfikacji generalnej. W późniejszych latach pojawiał się także w stawce FIA World Endurance Championship, Francuskiej Formule Ford 1600, Formuły 3000, World Sports-Prototype Championship, 24-godzinnego wyścigu Le Mans oraz Sportscar World Championship.
W Formule 3000 Francuz wystartował w wyścigu na torze Circuit de Spa-Francorchamps w sezonie 1985 z brytyjską ekipą BS Automotive. Jednak nie zdołał dojechać do mety.